# Saison 4 de Mafiosa
Chronologie
Saison 3 de Mafiosa Saison 5 de Mafiosa
Cet article présente le guide des épisodes de la quatrième saison de la série télévisée française Mafiosa, le clan.

## Distribution

### Acteurs principaux
- Hélène Fillières : Sandra Paoli
- Éric Fraticelli : Antoine Campana, dit « Tony »
- Frédéric Graziani : Joseph Emmanuel Frédéric Mordiconi, dit « Manu »

### Acteurs récurrents
- Stefano Accorsi : Enzo Manfredi
- Jean-Pierre Kalfon : Toussaint Scaglia
- Véronique Volta : Saudade Canarelli
- Phareelle Onoyan : Carmen Paoli
- Thierry Neuvic : Jean-Michel Paoli
- Linda Hardy : Livia Tavera
- Abraham Belaga : Mikaël Giacomini
- Philippe Nahon : Jules Acquaviva
- Jérôme Robart : Sébastien Acquaviva
- Jean-Philippe Ricci : Capitaine Alain Damiani
- Denis Braccini : Commandant Thomas Quilichini
- Anna Mihalcea : Lieutenant Milka Demazon
- Mikaël Chirinian : Julien, dit « MacGyver »

## Fiche technique
- Scénariste : Pierre Leccia et Éric Rochant
- Réalisateur : Pierre Leccia

## Liste des épisodes

### Épisode 1
- Diffusion(s) : 
  -  France : 19 mars 2012 sur Canal+
- Résumé :
  - Après avoir quitté la Corse, écartée par son frère à qui elle avait confié les affaires de la famille, Sandra revient après une année d'exil. Plutôt que Bastia où son frère règne en maître, Sandra a choisi de s'installer à Paris où elle partage désormais sa vie avec Enzo, un Italien qui ignore tout de ses activités. Sandra ne tarde pas à s'imposer dans le milieu des cercles de jeux de la capitale. Pour autant, elle n'a pas oublié la trahison de son frère...

### Épisode 2
- Diffusion(s) : 
  -  France : 19 mars 2012 sur Canal+
- Résumé :
  - L'enquête sur le meurtre de Jean-Michel promet d'être longue et complexe. La jeune femme flic, Milka, est ainsi recrutée pour prêter main-forte aux équipes de la PJ de Bastia chargée des investigations. Sandra révèle à Enzo la nature de ses activités. À l'enterrement de son frère, elle cherche à donner le change, notamment devant sa nièce, Carmen, et affirme vouloir venger sa mort.

### Épisode 3
- Diffusion(s) : 
  -  France : 26 mars 2012 sur Canal+
- Résumé :
  - Tony et Manu sortis de prison, le clan Paoli a retrouvé toute sa force et son autorité à Bastia. À Paris, Agostini est contraint de céder son cercle de jeu à Sandra. Mais elle ne compte pas s'arrêter en si bon chemin et cherche à faire main basse sur les cercles de la famille Acquaviva. Pendant ce temps, l'enquête menée par Alain Damiani et Thomas Quilichini, épaulés par Milka Demazon, concernant le meurtre de Jean-Michel se poursuit, et l'étau se resserre peu à peu autour de Sandra...

### Épisode 4
- Diffusion(s) : 
  -  France : 26 mars 2012 sur Canal+
- Résumé :
  - À Paris, Jules Acquaviva entame les négociations avec Sandra. Mais en sous-main il engage André, proche des nationalistes, pour éliminer sa rivale. Toujours ivre de vengeance, Carmen, la fille de Jean-Michel, propose à Jean Santini une importante somme d'argent pour obtenir l'identité du meurtrier de son père...

### Épisode 5
- Diffusion(s) : 
  -  France : 2 avril 2012 sur Canal+
- Résumé :
  - Tandis que Carmen est au chevet de sa tante hospitalisée, les Acquaviva reforment leur clan. Méfiants, Sandra et ses deux associés Tony et Manu s'arrangent pour priver Bastia de ses écoutes téléphoniques en se débarrassant de leurs téléphones. Pour la protéger, les hommes de Sandra la cachent dans un pavillon, à Paris. Cette décision n'est pas sans conséquence : du fait de cet éloignement, la relation de Sandra avec Enzo se détériore....

### Épisode 6
- Diffusion(s) : 
  -  France : 2 avril 2012 sur Canal+
- Résumé :
  - La famille Acquaviva est anéantie : Tony et Manu ont tué Sébastien qui, lui-même, voulait éliminer Sandra. Paul-François Beretti veut en finir avec les Paoli, et Jules n'a d'autre solution que de le donner à Sandra pour mettre un terme au conflit. Sandra peut maintenant retourner en Corse...

### Épisode 7
- Diffusion(s) : 
  -  France : 7 avril 2012 sur Canal+
- Résumé :
  - Sandra a quelques problèmes d'entente avec ses proches : tandis que ses collaborateurs ne supportent plus ses accès paranoïaques, Enzo, pour sa part, reste insensible à toutes ses tentatives de séduction. Pourtant, à Paris comme à Bastia, les affaires sont fructueuses, mais les trois associés ont de plus en plus de mal à s'entendre. Pour Tony et Manu, c'est décidé : ils refusent désormais d'obéir aux ordres de Sandra...

### Épisode 8
- Diffusion(s) : 
  -  France : 7 avril 2012 sur Canal+
- Résumé :
  - Carmen quitte la maison de Sandra et retourne s'installer chez elle. Ce départ précipité renforce le sentiment de culpabilité de Sandra. Tony et Manu hésitent à obéir aux décisions de leur chef, qu'ils soupçonnent de tenter de les manipuler. Le clan est à nouveau sur écoute, et Milka chargée de la gestion des appels. En dépit d'un interrogatoire musclé, Ange, qui a fait passer Sandra en Corse lors du meurtre, ne livre aucune information aux policiers. Ces derniers placent alors tous leurs espoirs dans la fouille du bateau et les tests ADN..